# 富良野インターチェンジ
富良野インターチェンジ（ふらのインターチェンジ）は、北海道富良野市字下五区にある旭川十勝道路（富良野道路）のインターチェンジである。

## 歴史
- 2018年（平成30年）11月24日：北の峰IC - 布部IC間開通に伴い、供用開始[1]。

## 周辺
- 天満宮
- フラノマルシェ
- 富良野チーズ工房
- 新富良野プリンスホテル
- 富良野スキー場
- ニングルテラス
- 風のガーデン
- 富良野駅（JR北海道・根室本線、富良野線）

## 接続する道路
- 直接接続
  - 北海道道985号山部北の峰線
- 間接接続
  - 国道38号
  - 国道237号

## 隣
旭川十勝道路（富良野道路）
北の峰IC - 富良野IC - 布部IC